# Carlos Tomás de Guzmán el Bueno
Carlos Tomás de Guzmán el Bueno (1745, Montalbán de Córdoba - 1817) fue un historiador español. Siguió la carrera de las armas, tomando parte en el bloqueo de Gibraltar con el grado de Coronel de Artillería, donde prestó una brillante actuación, abandonó el servicio a causa de su mal estado de salud. Posteriormente desempeñó importantes cargos civiles y durante su vida escribió varias obras, entre ellas las siguientes: 
- Arte de cazar con las perdices de reclamo
- Genealogía de D. Carlos José de Guzmán el Bueno
- Árbol de la antigua y distinguida Baronía de los Luques de la villa de Montemayor.

- Datos: Q2918380